# 長治郷

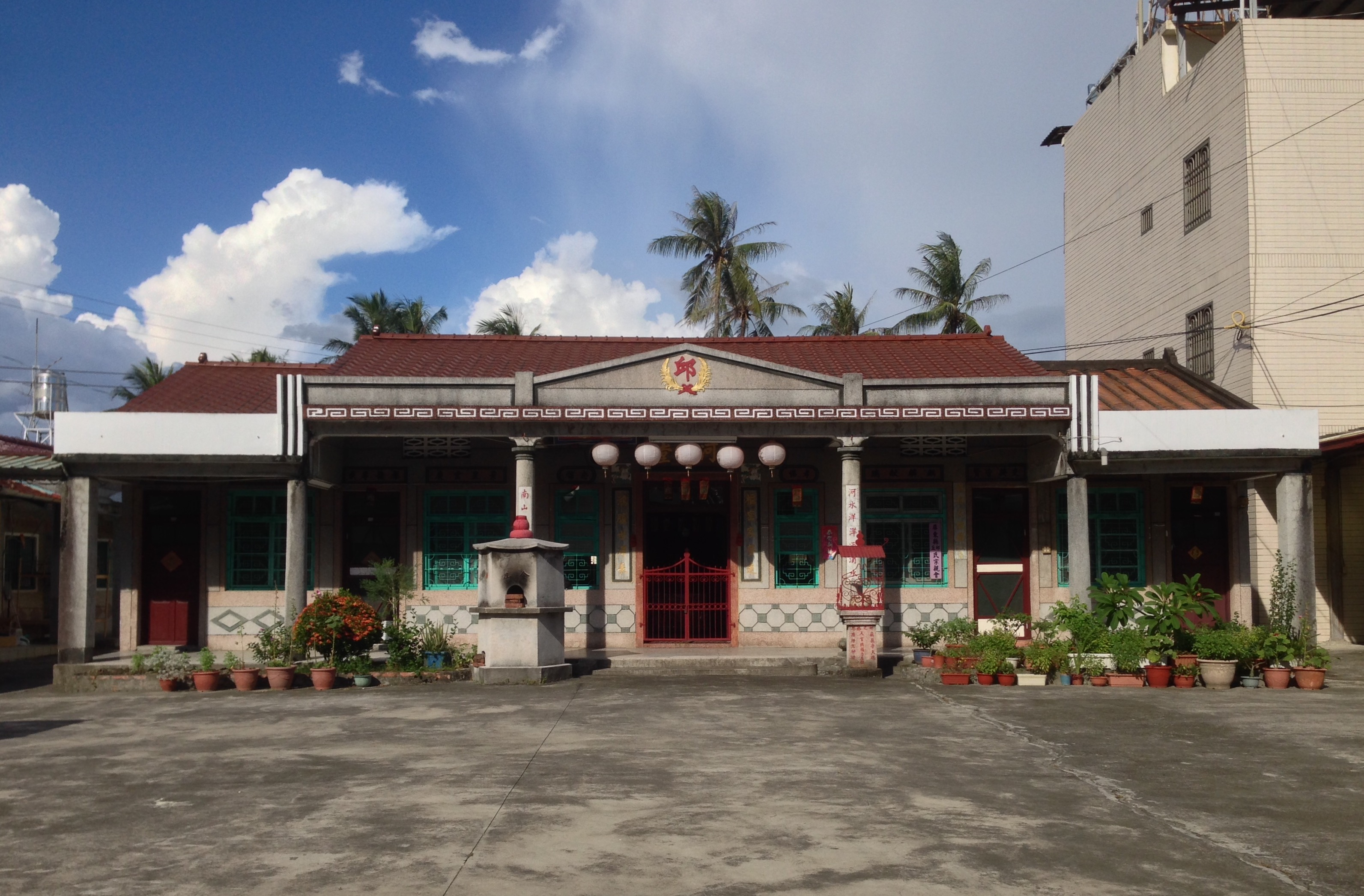
邱永鎬公祠

長治郷（チャンジー/ちょうじ-きょう）は台湾屏東県の郷。

## 地理
長治郷は屏東県北部に位置し、北は塩埔郷と、東は内埔郷と、西は屏東市と、西北は九如郷と、南は麟洛郷とそれぞれ接している。屏東平原北部に位置するため地勢は平坦であり、南西部から北西部にかけて緩やかな傾斜を形成している。

## 歴史
長治郷は旧名を「長興」と称す。清代の康熙年間、広東から邱永鎬が一族を率いてこの地に入植し、次第に集落を形成したとされている。1920年の台湾地方改制の際、この地に「長興庄」が設けられ、高雄州屏東郡に管理された。戦後は高雄県長興郷とされたが、1946年に屏東市へ吸収され、同時に「長治久安」の願いを込めて「長治区」と改称された。1950年に屏東県が設置された際に「長治郷」とされた。1955年に麟洛地区が分割され「麟洛郷」が設けられ現在に至る。

## 行政区
| 地区 | 村                                             |
| ---- | ---------------------------------------------- |
| 長興 | 長興村、進興村、香楊村、新潭村、潭頭村         |
| 繁華 | 栄華村、繁昌村、繁華村、繁栄村、繁隆村         |
| 徳協 | 徳協村、復興村、徳和村、徳栄村、崙上村、徳成村 |

## 歴代郷長
| 代 | 氏名 | 着任日 | 退任日 |
| -- | ---- | ------ | ------ |

## 教育

### 国民中学
- 屏東県立長治国民中学

### 国民小学
- 屏東県立長興国民小学
- 屏東県立繁華国民小学
- 屏東県立徳協国民小学

## 交通
| 種別 | 路線名称                   | その他 |
| ---- | -------------------------- | ------ |
| 国道 | 国道3号 フォルモサ高速公路 | 長治IC |
| 省道 | 台24線                     |        |

## 観光
- 長治抗日記念公園
- 長治郷芸術館
- 石獅古隘門